# Rohan Butler
Rohan Butler (21 gennaio 1917 – 30 ottobre 1996) è stato uno storico e diplomatico statunitense.
Figlio di Harold Butler, collaborò alla collana in più volumi intitolata Documents on British Foreign Policy, 1919–1939, diretta dalla storica inglese Sir Llewellyn Woodward fino al '54, di cui fu responsabile nel decennio successivo.
Dal 1963 al 1982 ricoprì il ruolo di consigliere storico dei Segretari di Stato per gli affari esteri e del Commonwealth succedutisi in quel periodo. Persuaso dell'importanza del lavoro storiografico nella formazione della politica estera, scrisse estesamente, in particolare su questioni russe e tedesche.

Dopo The Roots of National Socialism, 1783–1933 pubblicato nel '41, nel 1985 curò la prefazione del libro The Occult Roots of Nazism di Nicholas Goodrick-Clarke .
Sir Julian Buillard affermò di lui che «in quel periodo esistevano ben pochi discorsi importanti del ministero britannico nei quali l'argomento non fosse consolidato e il testo non fosse impreziosito da un contributo della penna distintiva di Rohan».

## Opere
- The Roots of National Socialism, 1783–1933 (1941)
- Choiseul: Father and Son, 1719–1754 (1980).